# 童酷縣
童酷縣是泰國首都曼谷轄下的50個區之一。

## 概述
童酷縣總面積30.741平方公里。根據泰國官方於2017年所作的人口調查數據顯示：居住於童酷縣的總人口數量為121833人。童酷縣的人口密度為每平方公里3963.20人。
吞武里國王科技大學即位於童酷縣。